# Cam Stewart
Pour les articles homonymes, voir Stewart.
Cam Stewart (né le 18 septembre 1971 à Kitchener dans la province d'Ontario au Canada) est un joueur professionnel canadien de hockey sur glace. Il évolue au poste d'ailier gauche.

## Biographie
Il est repêché par les Bruins de Boston au 63e rang lors du troisième tour du repêchage d'entrée dans la LNH 1990. Il rejoint par la suite les rangs universitaires américains en s'alignant pour les Wolverines de l'Université du Michigan, équipe avec laquelle il passe trois saisons. Il commence sa carrière professionnelle en 1993 avec les Bruins dans la LNH.
Il passe trois saisons à jouer entre Boston dans la LNH et les Bruins de Providence dans les ligues mineures, puis joue ensuite deux saisons entières dans la LIH. En 1999, il signe comme agent libre avec les Panthers de la Floride. L'année suivante, il est réclamé par le Wild du Minnesota au repêchage d'expansion de la LNH.
Il subit une commotion cérébrale, sa neuvième en carrière, lors d'un match pré-saison avec le Wild en octobre 2001. Il manque ainsi toute la saison et il se retire officiellement en juin 2002.

## Statistiques

### En club
| Saison     | Équipe                 | Ligue      |     | Saison régulière | Saison régulière | Saison régulière | Saison régulière | Saison régulière |    | Séries éliminatoires | Séries éliminatoires | Séries éliminatoires | Séries éliminatoires | Séries éliminatoires |
| Saison     | Équipe                 | Ligue      | PJ  | B                | A                | Pts              | Pun              | PJ               | B  | A                    | Pts                  | Pun                  |                      |                      |
| 1988-1989  | Sugar Kings d'Elmira   | MwJHL      | 43  | 38               | 50               | 88               | 138              | -                | -  | -                    | -                    | -                    |                      |                      |
| 1989-1990  | Sugar Kings d'Elmira   | MwJHL      | 46  | 43               | 95               | 138              | 174              | -                | -  | -                    | -                    | -                    |                      |                      |
| 1990-1991  | Université du Michigan | CCHA       | 44  | 8                | 24               | 32               | 122              | -                | -  | -                    | -                    | -                    |                      |                      |
| 1991-1992  | Université du Michigan | CCHA       | 44  | 13               | 15               | 28               | 106              | -                | -  | -                    | -                    | -                    |                      |                      |
| 1992-1993  | Université du Michigan | CCHA       | 39  | 20               | 39               | 59               | 69               | -                | -  | -                    | -                    | -                    |                      |                      |
| 1993-1994  | Bruins de Boston       | LNH        | 57  | 3                | 6                | 9                | 66               | 8                | 0  | 3                    | 3                    | 7                    |                      |                      |
| 1993-1994  | Bruins de Providence   | LAH        | 14  | 3                | 2                | 5                | 5                | -                | -  | -                    | -                    | -                    |                      |                      |
| 1994-1995  | Bruins de Providence   | LAH        | 31  | 13               | 11               | 24               | 38               | 9                | 2  | 5                    | 7                    | 0                    |                      |                      |
| 1994-1995  | Bruins de Boston       | LNH        | 5   | 0                | 0                | 0                | 2                | -                | -  | -                    | -                    | -                    |                      |                      |
| 1995-1996  | Bruins de Providence   | LAH        | 54  | 17               | 25               | 42               | 39               | -                | -  | -                    | -                    | -                    |                      |                      |
| 1995-1996  | Bruins de Boston       | LNH        | 6   | 0                | 0                | 0                | 0                | 5                | 1  | 0                    | 1                    | 2                    |                      |                      |
| 1996-1997  | Bruins de Boston       | LNH        | 15  | 0                | 1                | 1                | 4                | -                | -  | -                    | -                    | -                    |                      |                      |
| 1996-1997  | Bruins de Providence   | LAH        | 18  | 4                | 3                | 7                | 37               | -                | -  | -                    | -                    | -                    |                      |                      |
| 1996-1997  | Cyclones de Cincinnati | LIH        | 7   | 3                | 2                | 5                | 8                | 1                | 0  | 0                    | 0                    | 0                    |                      |                      |
| 1997-1998  | Aeros de Houston       | LIH        | 63  | 18               | 27               | 45               | 51               | 4                | 0  | 1                    | 1                    | 18                   |                      |                      |
| 1998-1999  | Aeros de Houston       | LIH        | 61  | 36               | 26               | 62               | 75               | 19               | 10 | 5                    | 15                   | 26                   |                      |                      |
| 1999-2000  | Panthers de la Floride | LNH        | 65  | 9                | 7                | 16               | 30               | -                | -  | -                    | -                    | -                    |                      |                      |
| 2000-2001  | Wild du Minnesota      | LNH        | 54  | 4                | 9                | 13               | 18               | -                | -  | -                    | -                    | -                    |                      |                      |
| Totaux LNH | Totaux LNH             | Totaux LNH | 202 | 16               | 23               | 39               | 120              | 13               | 1  | 3                    | 4                    | 9                    |                      |                      |

## Trophées et honneurs personnels
- 1998-1999 : champion de la Coupe Turner avec les Aeros de Houston.